# Угорская, Дина Анатольевна
Дина Анатольевна Угорская (нем. Dina Ugorskaja; 26 августа 1973, Ленинград — 17 сентября 2019, Мюнхен) — немецкая пианистка.

## Биография
Родилась в 1973 году в Ленинграде в семье выпускников Ленинградской консерватории Анатолия Зальмановича Угорского (род. 1942), пианиста, и Майи Аврамовны Элик (1933—2012), музыковеда, специалиста по творчеству Георгия Свиридова. Родители познакомились в 1967 году во время совместной работы над постановкой «Пьеро Лунер» («Лунный Пьеро») Арнольда Шёнберга, поэтический перевод которой для sprechstimme выполнила Майя Элик.
Первые уроки игры на фортепиано получила у отца и уже в 1980 году выступила на сцене Ленинградской филармонии. В 1980—1990 годах училась в средней специальной музыкальной школе при Ленинградской консерватории, специализируясь на фортепиано под руководством Марии Иосифовны Меклер и отца, и на композиции у Евгения Марковича Иршаи. В 1988 году впервые выступила с оркестром в Четвёртом концерте Бетховена, в 1989 году её скрипичный квартет был исполнен в Ленинградской филармонии.
В 1990 году семья эмигрировала в Германию, где в 1990—1992 годах Угорская училась в Берлинской высшей школа музыки имени Эйслера в классах Галины Иванзовой и Аннерозе Шмидт, затем продолжила учёбу в Детмольдской высшей школе музыки вновь у Галины Инвазовой и Нерин Баррет. Окончив учёбу в 2001 году, была оставлена преподавать там же (впоследствии доцент).
В 2007 году оставила преподавание и переехала с семьёй в Мюнхен. В 2016 году получила место профессора по классу фортепиано и клавесина в Институте Людвига ван Бетховена Венского университета музыки и исполнительского искусства.
Выступала с Симфоническим оркестром лейпцигского радио, Камерным оркестром Юго-Западной Германии, Бранденбургским симфоническим оркестром и Филармоническим оркестром Северо-Западной Германии, сотрудничала с дирижёрами Владимиром Юровским, Петером Гюльке, Владиславом Чарнецким и Франком Беерманном. Вместе с отцом записала концерты для двух фортепиано Баха (в до-миноре) и Моцарта (№ 10), концертино Шостаковича (2005). В последующее десятилетие записала также другие произведения Баха (Хорошо темперированный клавир, инвенции), Бетховена (поздние сонаты, первый концерт), Брамса (первый и третий концерты), Шумана (Песни рассвета), скрипичные сонаты Прокофьева и Шостаковича, фортепианную сюиту Генделя, 24 прелюдии Шопена.
Умерла в Мюнхене 17 сентября 2019 года после продолжительной борьбы с онкологическим заболеванием.

## Семья
- Муж — литературовед Илья Кукуй; дочь.

## Дискография
- Bach, Mozart & Shostakovich: Concertos for Two Pianos (Anatol Ugorski, Dina Ugorskaja). EBS, 2005.
- Ludwig van Beethoven: Piano Concerto No. 1. EBS, 2007.
- Bach Inventiones & Chopin 24 Preludes. Venus Music, 2008; Avi Music, 2020.
- Handel: Suites for Piano Vol. 1. Avi Music[англ.], 2010.
- Schumann: Songs of Early Morning. Avi Music[англ.], 2010.
- Beethoven: Piano Sonatas Nos. 29 & 32. Avi Music[англ.], 2012.
- Beethoven: Piano Sonatas Nos. 27, 28, 30, 31. Avi Music[англ.], 2014.
- Bach: Two-part Inventions Nos. 1—15. Avi Music, 2015.
- Weber: Trio in G minor for flute, cello & piano. Avi Music, 2016.
- Schubert. Sonata No. 21, Klavierstücke, Moments Musicaux. Avi Music[англ.]/BR-Klassik[англ.], 2019 (премия International Classical Music Awards[англ.] в секции соло).
- Bach: The Well-Tempered Clavier, Book 1. Avi Music, 2017, 2020.
- Brahms: Piano Concerto No. 1 & 3, Intermezzi. MDG[англ.], 2019.
- Prokofiev & Shostakovich: Violin Sonatas (с Натальей Пришипенко). Avi Music, 2020.
- Bach: The Well-Tempered Clavier, Book 2. Avi Music, 2020.